# II-73
Die II-73 (bulgarisch Републикански път ІІ-73 Republikanski pat II-73, „Republikstraße II-73“) ist eine Hauptstraße (zweiter Ordnung) in Bulgarien.

## Verlauf

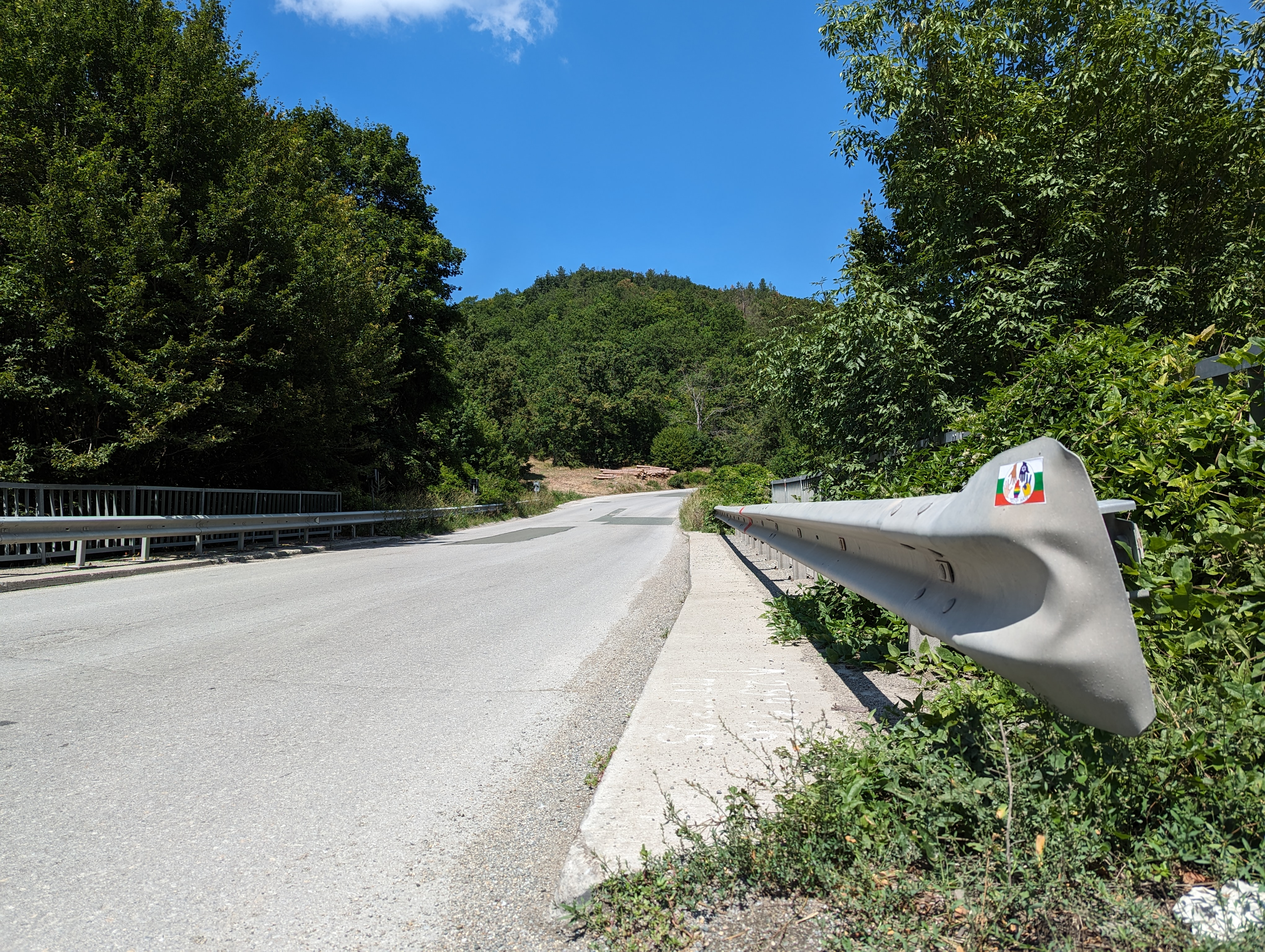
Die II-73 in der Nähe des Rischkipasses (2023)

Die Straße zweigt südöstlich von Schumen (bulgarisch Шумен) von der Straße I-7 ab und führt in südöstlicher Richtung an dem Dorf Radko Dimitrijewo (Радко Димитриево) entlang, quert dann den Fluss Goljama Kamtschija (Голяма Камчия) und setzt sich nach Süden östlich an Smjadowo (Смядово) vorbei und durch die Schlucht von Weselinowo (Веселиновски пролом) und das Dorf Weselinowo (Веселиново) fort. Sie folgt dem Bach Brestowa reka zunächst nach Westen und biegt dann nach Südwesten und Süden in das Risch-Becken (Ришката котловина) ein, führt über den Rischkipass (Ришки проход; 410 m) in den Warbiza-Bergen, quert dann die Luda Kamtschija und führt zum Dorf Prilep (Прилеп). Von dort verläuft sie nach Südwesten nach Losarewo (Лозарево) und weiter nach Süden und Südosten über Waltschin (Вълчин), teilweise neben der Bahnstrecke nach Burgas, zur Fernstreaße I-6 östlich von Karnobat. Dort endet sie.